# Cascadas de Kefrida
Las Cascadas de Kefrida están en el camino hacia Setif (ruta 9), cerca del pueblo de Ait Idriss, en la comuna de Taskriout (a 50 km de Bejaia o a 40 minutos con una circulación muy fluida, y a menos de 10 kilómetros de Souk El Tenin en Pequeña Kabylie en Argelia). 50 metros es la altura total de las cataratas, su flujo forma una piscina circular de 20 metros de diámetro a través de un hermoso paisaje.
El término «Kefrida» es de origen romano, y significa "fuente nueva". Este es el nombre de un pueblo encima de la montaña de Igoulalen desde donde se originan las cascadas.